# Girancourt
Girancourt település Franciaországban, Vosges megyében. Lakosainak száma 873 fő (2022. január 1.). Girancourt Chaumousey, Renauvoid, Uzemain és Dommartin-aux-Bois községekkel határos.

## Népesség
A település népességének változása:
| Lakosok száma | 899  | 902  | 919  | 896  | 897  | 900  | 891  | 882  | 873  |
|               | 2013 | 2015 | 2016 | 2017 | 2018 | 2019 | 2020 | 2021 | 2022 |